# Kremaster

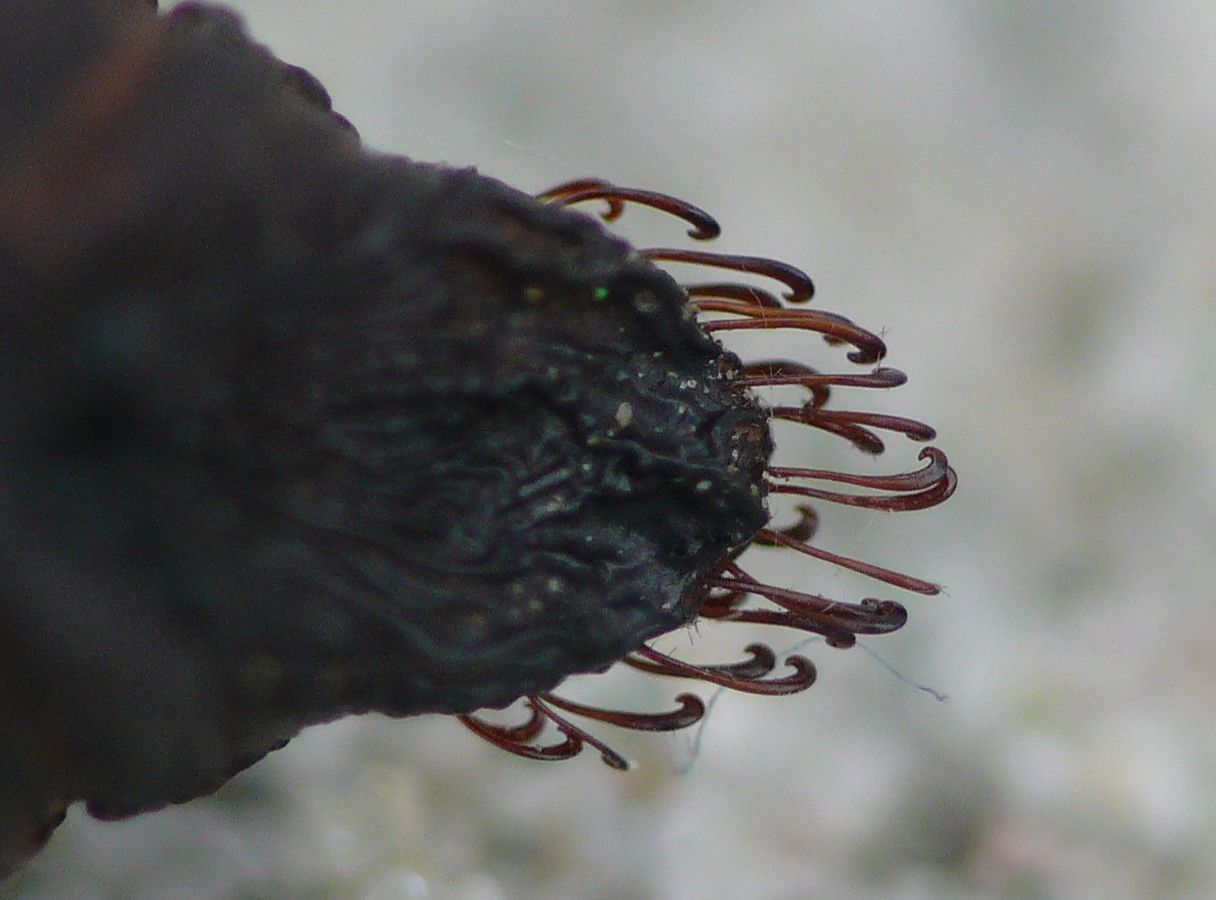
Kremaster poczwarki lotnicy zyska

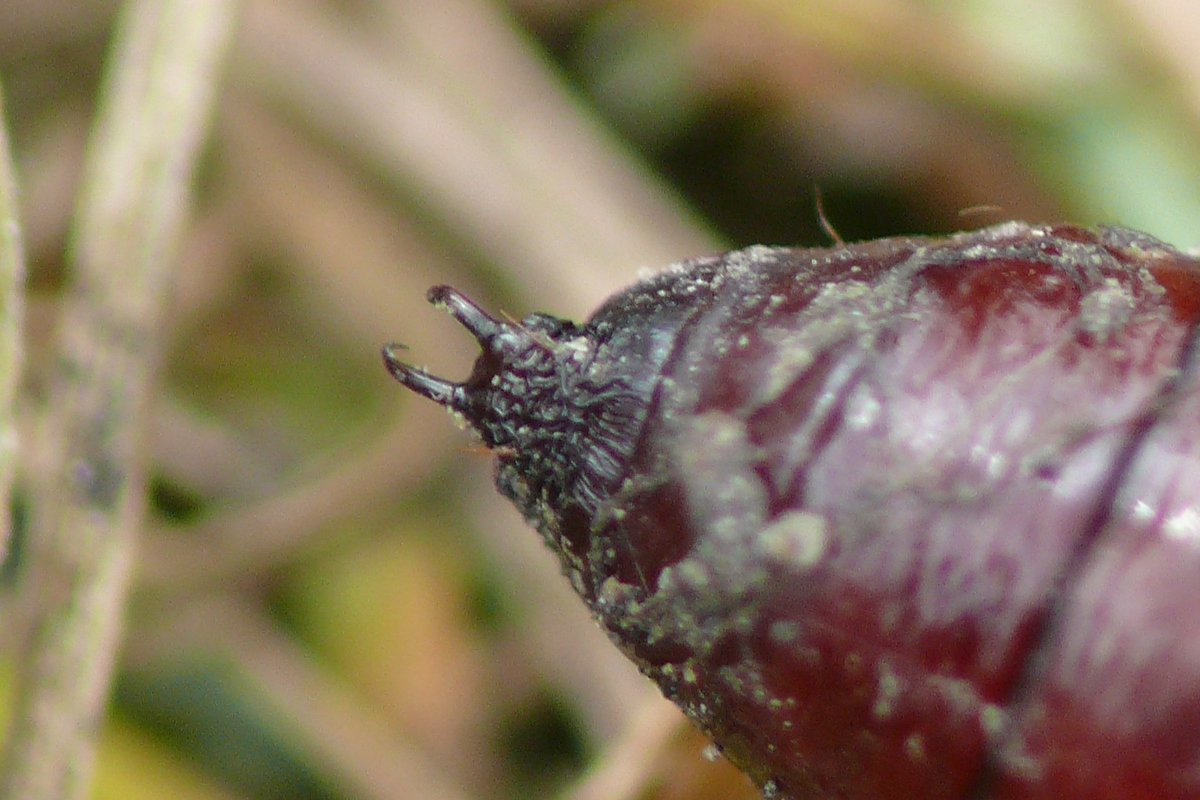
Koniec odwłoka poczwarki Griposia aprilina z widocznym kremastrem

Kremaster (łac. cremaster) – końcowa część odwłoka poczwarek motyli, służąca przyczepieniu ich do podłoża.
Kremastrem określa się część odwłoka położoną za odbytem poczwarki. Zwykle jest ona wyposażona w różnego kształtu kolce lub haki. Przynajmniej część z nich powstaje w wyniku przekształcenia szczecinek analnego tergum ciała gąsienicy. Szczegóły budowy tego narządu mają istotne znaczenie w oznaczaniu poczwarek.